# Negro (kulle)
Negro är en kulle i Antarktis. Den ligger i Sydshetlandsöarna. Argentina, Chile och Storbritannien gör anspråk på området. Toppen på Negro är 100 meter över havet.
Terrängen runt Negro är platt åt nordväst, men åt nordost är den kuperad. Havet är nära Negro åt sydväst. Trakten är obefolkad. Det finns inga samhällen i närheten. 